# Steffen Ufer
Steffen Ufer (* 28. Oktober 1940 in Chemnitz) ist ein deutscher Jurist. Er gilt als einer der bekanntesten Strafverteidiger Deutschlands.

## Leben
Ufer studierte von 1959 bis 1963 an der Ludwig-Maximilians-Universität (LMU) in München Rechtswissenschaften. Am Ende seines  Referendariats war er für acht Monate Assistent bei der Europäischen Kommission für Menschenrechte in Straßburg. Bereits als Referendar war er in der Kanzlei des Münchner Strafverteidigers Rolf Bossi tätig. Von 1970 bis 2005 war Ufer Partner der Strafrechtskanzlei „Bossi-Ufer-Widmaier“, später dann „Bossi-Ufer-Ziegert“. Ufer ist Fachanwalt für Strafrecht und war Dozent an der Deutschen Anwaltsakademie. Auch als Rolf Bossi noch Senior-Partner der Sozietät war, galt Ufer bereits als deren eigentliches Zugpferd. Während Bossi das Image des „Staranwalts“ durch vielfältiges Auftreten in Fernsehen und Printmedien durchaus bewusst und gerne bediente, legt Ufer keinen Wert auf persönliche Präsenz in den Medien, besitzt jedoch durchaus gute Kontakte zu diesen, die er auch im Interesse seiner Mandanten nutzt.  
Ufer übernahm zahlreiche spektakuläre Fälle, zu seinen Mandanten zählten beispielsweise Dieter Zlof, Jürgen Bartsch, Eric Burdon, Rainer Werner Fassbinder, Werner Mang, Breno Borges, Günther Kaufmann, Friedrich Jahn und Uli Hoeneß. Seine Prozessstrategie ist dabei fallbezogen: Für Karl-Heinz Wildmoser erreichte er im Wege eines sogenannten „Deals“ eine Geldstrafe von 90 Tagessätzen, womit Wildmoser nicht als vorbestraft galt; im Strafverfahren gegen Konstantin Wecker schöpfte Ufer hingegen den Rechtsweg bis zum Bundesgerichtshof aus, um eine Haftstrafe zu verhindern. Auch wenn sein Arbeitsstil als ausgesprochen kompetitiv gilt, vermeidet er persönliche Feindschaften zu Mitgliedern der Justiz oder Anwaltskollegen. Als Prozessbevollmächtigter von Nebenklägern wie zum Beispiel im Falle Ottfried Fischer vertritt er auch Interessen von Opfern. Im Kriegsverbrecherprozess gegen den Serben Duško Tadić legte er sein Mandat als Verteidiger nieder, als im Prozessverlauf das Ausmaß der Schuld Tadićs zutage trat. 
Ufer wird zugeschrieben, an einer grundlegende Humanisierung im deutschen Strafprozess mitgewirkt zu haben. Bis zum Verfahren gegen Jürgen Bartsch wurden psychologischen Hintergründen von Angeklagten und Taten nur wenig Aufmerksamkeit geschenkt. Der psychisch kranke Serienmörder Bartsch wurde in der ersten Instanz ohne Gutachter heranzuziehen als voll schuldfähig eingestuft. Erst im Revisionsverfahren vor dem Bundesgerichtshof wurden dank der Initiative von Ufer und Bossi sexualtherapeutische Gutachter und Experten für forensische Psychiatrie eingeführt und Bartsch eine schwere seelische Abartigkeit bescheinigt. Arno Makowsky fasste es in einem Porträt Ufers im Jahr 2023 zusammen: „Die Bedeutung dieses Urteils liegt darin, dass seitdem alle deutschen Strafgerichte ausloten müssen, welche Brüche in der Persönlichkeit des Täters, welche seelischen Grausamkeiten womöglich eine Ursache für den Weg in die Katastrophe waren.“
Ufer ist oft in den USA anwaltlich tätig und engagiert sich dabei auch aus liberaler Überzeugung wiederholt für die Rechte von Minderjährigen und gegen die Todesstrafe wie im Fall der LaGrand-Brüder oder eines wegen angeblichen Inzests angeklagten elfjährigen Schweizers. Aus dieser rechtsstaatsliberalen Grundeinstellung heraus machte er auch Ende der 1990er Jahre Wahlwerbung für die FDP. 
Ufer hat seine Sozietät an seinen Sohn Florian Ufer übergeben und ist dort noch Of counsel tätig.
Ufer ist Ehrenbürger von Takoma Park in Maryland (USA).

## Veröffentlichungen
- Nicht schuldig: Gerechtigkeit ist keine Verhandlungssache. Heyne, 2016, ISBN 978-3453201385.
- Die „Verständigung“ im Strafverfahren. In: Ulrich Ziegert (Hrsg.): Grundlagen der Strafverteidigung. Handbuch für die Aus- und Fortbildung des Fachanwalts. München 2000, ISBN 3-415-02594-2.
- Prozeß aus Sicht des Verteidigers. In: Konstantin Wecker : Es gibt kein Leben ohne Tod. Köln 1999, ISBN 3-462-02817-0.